# Walsall Football Club
Il Walsall Football Club, meglio noto come Walsall, è una società calcistica inglese con sede nella città di Walsall. Milita nella Football League Two, la quarta serie del campionato inglese di calcio.
Il soprannome del club, The Saddlers, deriva dalla tradizione della città di Walsall nella produzione di selle. Il Walsall gioca le partite di casa al Bescot Stadium dal 1990, dopo aver giocato a Fellows Park per oltre un secolo. I colori sociali del club sono il rosso e il bianco e il simbolo all'interno del logo è una rondine. Le principali rivalità sono con Wolverhampton e West Bromwich Albion, ma esistono anche rapporti di inimicizia con Coventry City, Shrewsbury Town e Port Vale.

## Storia

### Fondazione e primi anni (1888-1939)
Il primo nome del Walsall fu Walsall Town Swift, scelto dopo la fusione tra Wallsall Town e Walsall Swift nel 1888. Le due squadre erano state fondate rispettivamente nel 1877 e nel 1879. Entrambi i club giocavano al The Chuckery e la neonata squadra scelse di rimanere nello stesso campo. Il primo match del Walsall Town Swift fu uno 0-0 contro l’Aston Villa nella finale della Birmingham Charity Cup del 9 aprile 1888. Un’incomprensione sulla scelta del luogo dove avrebbe dovuto disputarsi la partita di ritorno permise all’Aston Villa di ottenere il trofeo a tavolino.

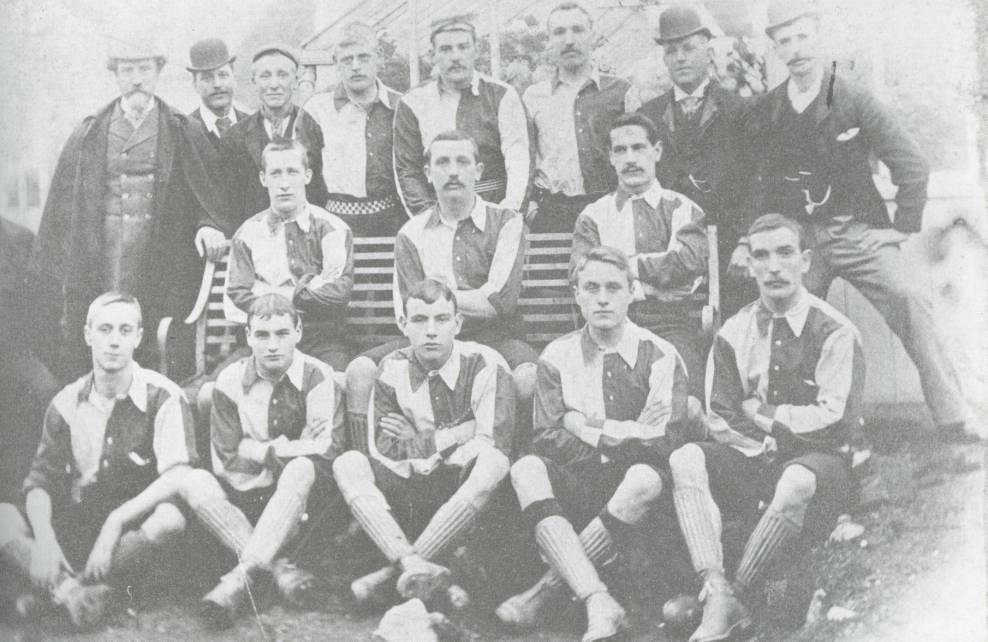
Il Walsall nel 1893

Nello stesso anno, il Walsall Town Swift giocò delle partite amichevoli contro due delle squadre fondatrici della Football League: il Burnley, contro cui arrivò una inaspettata vittoria per 1-0, e il West Bromwich Albion, in quell’occasione la partita finì 2-2 di fronte a 7.000 spettatori al The Chuckery. Il campionato del Walsall nella Midland Association cominciò con un pareggio 2-2 in casa contro il Crewe Alexandra, era il 22 settembre 1888. Alla fine del campionato la squadra si piazzò al terzo posto. 
Il club fu poi ammesso alla Football League nel 1892 in quanto membro fondatore della nuova Second Division. La squadra si spostò al campo di West Bromwich Road dopo svariate lamentele dei residenti nel quartiere del The Chuckery per via del rumore durante le partite. Dopo essersi piazzati 14esimi su 16, nella stagione 1894-95 non riuscirono a essere riammessi in Football League. All’inizio della stagione 1895-96 il club cambiò nuovamente stadio, questa volta Fellows Park, che rimarrà il campo di casa per oltre un secolo.
Nel 1896 il club cambiò nome in Walsall F.C. e si iscrisse alla Midland League. Un anno dopo ritornarono in Second Division. La squadra terminò al sesto posto nella stagione 1898-99 e, ancora oggi, questo è considerato il miglior risultato della storia del club. Nonostante il successo, il club non riuscì nuovamente a essere ammesso per due anni e tornò in Midland League. Seguirono uno spostamento nella Birmingham League nel 1903 e un altro nella Southern League nel 1910. Con l’espansione della Football League dopo la Prima Guerra Mondiale, il Walsall diventò un membro fondatore della Third Division North nel 1921 e, da allora, rimase sempre membro della Football League.
Il maggior numero di spettatori fu registrato nel 1930, quando il Walsall perse 3-1 contro l’Aston Villa di fronte a 74.646 tifosi nel quarto turno di FA Cup. Nonostante fosse un match casalingo, la partita fu giocata al Villa Park per assicurarsi che più gente possibile potesse assistere a quel Davide contro Golia. Rimane tuttora il maggior numero di persone di fronte al quale il Walsall abbia mai giocato e fu una capienza record anche per il Villa Park ai tempi.
Negli anni dal 1921 alla Seconda Guerra Mondiale, il successo del Walsall fu limitato ad un terzo posto nel 1922-23, un quinto posto nel 1932-33 e un quarto posto nel 1933-34, quando il club sfiorò la promozione. I notevoli risultati dei primi anni ’30 furono possibili grazie a Gilbert Alsop, uno dei più forti giocatori della storia del Walsall, che segnò 169 gol tra il 1931 e il 1935. 
Fu merito di Alsop anche il miglior risultato di sempre in FA Cup del Walsall, una vittoria 2-0 contro l’Arsenal nel 1933. A quel tempo il club londinese era la miglior squadra d’Inghilterra e vinse la First Division sia quell’anno che nelle due stagioni successive. Tuttora infatti, quella sconfitta dell’Arsenal contro il Walsall è considerata una delle più grandi debacle della storia dell’FA Cup.
Nella stagione successiva (1934-35), il Walsall proseguì la sua buona tradizione in coppa raggiungendo la prima storica finale in Third Division North Cup. I Saddlers, purtroppo, furono sconfitti 2-0 dallo Stockport County a Maine Road. 

### L'era post guerra e il primo titolo (1945-1980)
La stagione 1945-46 fu l’ultima che vide andare in scena competizioni amichevoli e con un tempo limitato per via della guerra. Tra il gennaio e il maggio del 1946 la Third Division South Cup fu considerata l’apripista per il ritorno del calcio. Il Walsall raggiunse la finale e sfidò il Bournemouth a Stamford Bridge, ma perse ancora una volta 2-0.
Il ritorno del calcio fece registrare un’impennata di spettatori negli stadi per molti club di Football League e non fu diverso per il Walsall. Nel 1947-48 Fellows Park registrò molte volte un numero altissimo di tifosi, come il picco di 20.383 contro il Notts County. La media di quell’anno fu 15.711. Nella stessa stagione il Walsall finì terzo ma, ancora una volta, mancò la promozione in Second Division.
I primi anni ’50 rimarranno nella storia come uno dei periodi più bui della storia del Walsall: il club, infatti, dovette lottare ben 4 anni di fila per essere ammesso al campionato. Finirono ultimi nel 1951-52, 1952-53, 1953-54 e penultimi nella stagione 1954-55. Il club, tuttavia, riuscì a mantenere il posto in Football League soprattutto grazie all’alto numero di spettatori paganti a Fellows Park.
Nel 1958, dopo una riorganizzazione della Football League, il Walsall divenne membro fondatore della Fourth Division e l’unico ad esserlo stato anche in Second e Third Division. Sotto la guida di Bill Moore il club riuscì a conquistare la promozione, vincendo il titolo di Fourth Division nel 1959-60 con ben 102 gol segnati. Il Walsall sfiorò anche la Second Division dopo il raggiungimento della finale di Third nella stagione 1960-61. Il titolo del 1960 fu il primo del club in 72 anni di storia.
Nella prima stagione nel secondo livello del calcio inglese ottennero un 14º posto. Fu proprio durante questa stagione che si registrò il record di spettatori, 25.453, durante la vittoria 1-0 a Fellows Park contro il Newcastle nell’agosto 1961. Una sfortunata sconfitta nell’ultima partita di ritorno contro il Charlton decretò la retrocessione del Walsall e la salvezza della squadra londinese.
La stagione 1964-65 fu quella che sancì l’esplosione di uno dei migliori talenti della storia del Walsall: Allan Clarke. Quell’anno segnò 23 gol in campionato ad appena 18 anni e altri 23 in tutte le competizioni nel 1965-66. Fu venduto al Fulham, club di First Division, per la cifra record dell’epoca di 37.500 sterline. Clarke collezionerà 19 presenze con la Nazionale inglese e vincerà un campionato con il Leeds United.
Il 1970-71 fu l’anno del primo scontro di campionato tra il Walsall e il loro avversario di sempre, l’Aston Villa. All’andata trionfarono i Saddlers con una netta vittoria 3-0 grazie alla doppietta di Geoff Morris e al rigore di Colin Taylor, al ritorno fu un pari a reti bianche al Villa Park.
Nel 1972 Ken Wheldon, un uomo d’affari della città, prelevò il club e portò grande entusiasmo in vista di un brillante futuro. Nonostante ciò, gli anni successivi furono inconsistenti tranne qualche buon risultato in coppa e l’esplosione di Alan Buckley, che diventerà uno dei più prolifici attaccanti del club. Il Walsall rimase in Third Division fino alla retrocessione in Fourth della stagione 1978-79.
Fu proprio Buckley a prendere in mano la squadra dopo essere stato nominato allenatore-giocatore. Ancora una volta i Saddlers rinacquero dalle proprie ceneri e si assicurarono un’immediata promozione. In quella stagione il Walsall registrò l’incredibile striscia di 21 partite consecutive senza sconfitte, record che ancora oggi risulta imbattuto. Fu l’inizio di un modo di giocare a calcio che diventerà il segno distintivo del Walsall: da quel momento in poi, sotto la guida di Buckley, la squadra diventò presenza fissa nella lotta per la promozione in Second Division.

### L'impresa in Coppa di Lega, il trasferimento a Bescot e la quarta serie (1980-1995)
Dopo aver consolidato la propria presenza in Third Division nei primi anni ’80, emersero i primi problemi fuori dal campo. Lo stato fatiscente di Fellows Park stava diventando un problema e, nel 1982, il proprietario Ken Wheldon annunciò di volersi trasferire al Molineux, condividendo così il campo con il Wolverhampton. I tifosi protestarono e crearono addirittura un movimento, il Save Walsall Action Group.

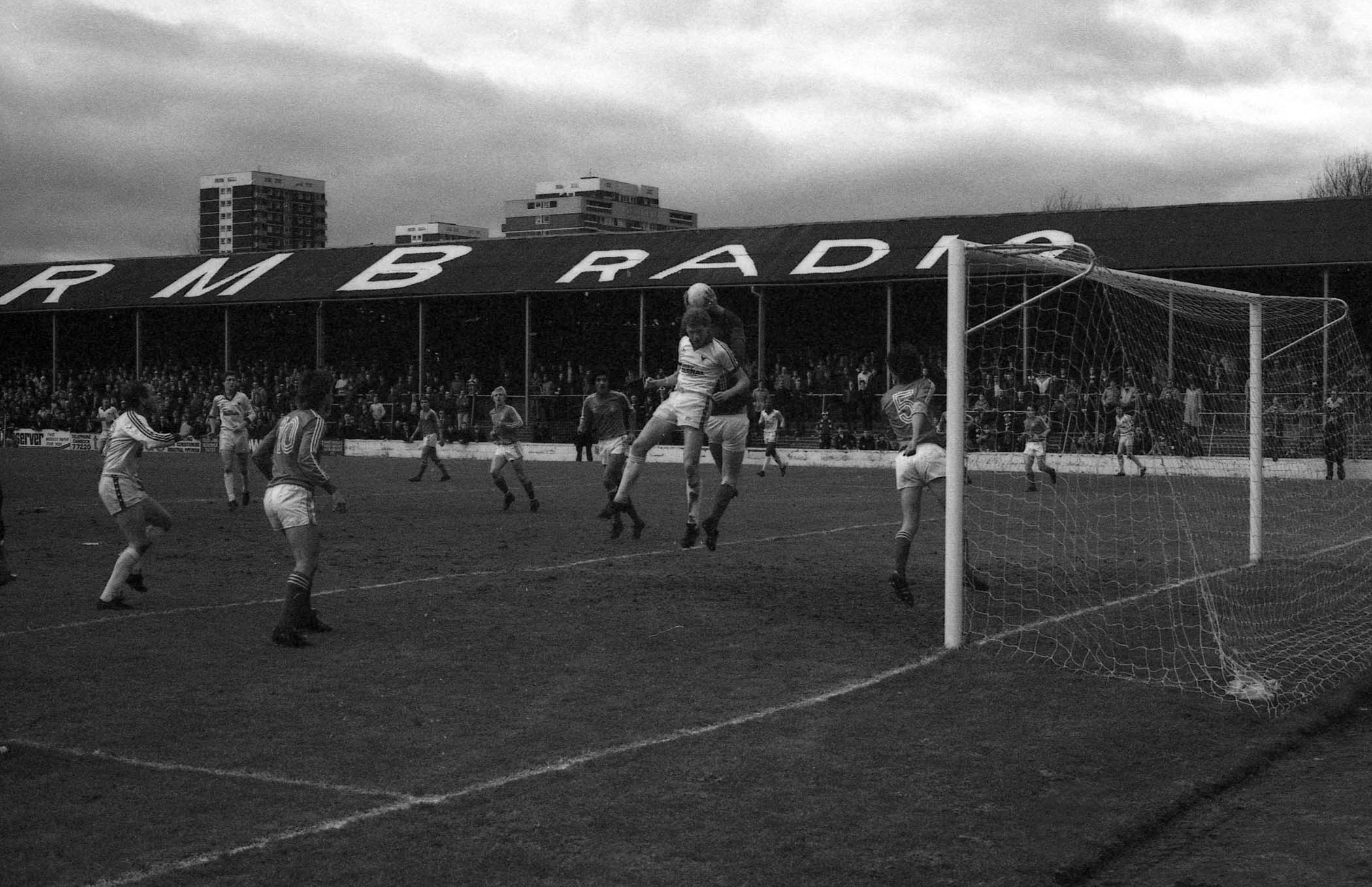
Il Walsall in azione a Fellows Park nel 1982

L’avventura in Coppa di Lega della stagione 1983-84 fu, senza ombra di dubbio, il momento più alto della storia del Walsall. Dopo le vittorie su Blackpool, Barnsley e i rivali dello Shrewsbury Town, sconfissero l’Arsenal nel quarto turno con una storica vittoria 2-1 ad Highbury. Dopo un 4-2 sul Rotheram United nei quarti, i Saddlers avanzarono fino alla semifinale contro il Liverpool, campioni d'Inghilterra in carica. Dopo il 2-2 dell’andata ad Anfield il sogno della finale diventò concreto, ma il ritorno a Fellows Park vide i Reds trionfare 2-0. Nonostante i 19.591 tifosi presenti, il Walsall non riuscì a conquistare quella che sarebbe stata una finale fuori da ogni pronostico. 
Nel 1986 fu annunciato un accordo di condivisione dello stadio con uno dei rivali del club: stavolta si trattava del St Andrew’s, casa del Birmingham City. Il Save Walsall Action Group si mise in moto e, dopo proteste pacifiche e il supporto della stampa locale, la Football League bloccò il trasferimento. Il Walsall fu successivamente acquistato da Terry Ramsden, imprenditore milionario e proprietario di cavalli da corsa: grazie all’alto profilo del personaggio la squadra ottenne l’attenzione dei media nazionali e riuscì a mettere a segno colpi di notevole caratura. Nella stagione 1986-87, sotto la guida del nuovo allenatore Tommy Coakley, il Walsall sfiorò i play-off ma riuscì a spingersi avanti in FA Cup, sconfiggendo squadre di First Division come Charlton e Birmingham e costringendo il Watford a due replay.

L'andamento del Walsall nelle serie calcistiche inglesi

Il Walsall guadagnò la promozione in Second Division per la prima volta dal 1963 dopo aver sconfitto il Bristol City con il punteggio di 4-0 nel ritorno della finale play-off grazie a una tripletta di David Kelly. Tuttavia, nella stagione successiva il club fu immediatamente retrocesso, complice il collasso dell’impero economico di Ramsden. Il Walsall fu a un passo dal fallimento ma sopravvisse ancora grazie alle azioni di tifosi e piccoli imprenditori locali. Una seconda, consecutiva, retrocessione nella stagione 1989-90 costrinse il Walsall a ricominciare ancora dalla Fourth Division.
La squadra si trasferì al Bescot Stadium nel 1990. All’epoca era considerato uno stadio all’avanguardia ed era il secondo impianto creato interamente da zero in Football League dal 1950. Il trasferimento diede stabilità al club e nel 1991 la squadra fu acquistata da Jeff Bonser. Kenny Hibbit, allenatore del Walsall per quattro anni, gettò le basi per una golden era del club fino alle sue dimissioni nel settembre 1994.
Il nuovo allenatore Chris Nicholl riportò il club in terza divisione (chiamata ora Division Two dopo la formazione della Premier League) alla prima stagione, costruendo una squadra solida. Al club, dopo 4 vittorie consecutive ad aprile, serviva un solo punto a Bury: arrivò uno 0-0 e i tifosi scesero in piazza a festeggiare. 

### Alti e bassi (1995-oggi)
Seguono due stagioni di permanenza in Division Two prima delle dimissioni di Nicholl. Jan Johnsen Sørensen prende il suo posto e porta il club al quarto turno di FA Cup e di Coppa di Lega nella stagione 1997-98. Ogni percorso termina per mano di una squadra di Premier League: il Walsall perde 4-1 contro il West Ham in Coppa di Lega e 5-1 contro il Manchester United in FA Cup. Nonostante gli exploit in coppa, la posizione in campionato rimane insoddisfacente e Sørensen viene esonerato dopo solo una stagione.
Nella stagione 1998-99 Ray Graydon prende il suo posto e porta il club al secondo posto in Division Two e, dopo aver sconfitto il Manchester City, ottiene la promozione diretta. Dopo l’insperata promozione in seconda serie il Walsall trova vita difficile a questo livello: non mancano le soddisfazioni come le vittorie contro i rivali di Wolverhampton, Birmingham e West Bromwich Albion, ma alla fine retrocede dopo una sconfitta 2-0 contro l’Ipswich. I Saddlers ritornano immediatamente in seconda serie, sconfiggendo 3-2 ai supplementari il Reading dopo una finale dalle mille emozioni al Millennium Stadium di Cardiff.
Graydon viene esonerato nel gennaio 2002 dopo una sconfitta 2-0 nel derby contro il West Bromwich. Gli subentra Colin Lee e ottiene la salvezza in seconda serie per la prima volta dai primi anni ’60. La stagione 2002-03 vede il Walsall riuscire nell’impresa di evitare ancora la retrocessione. Questa arriverà nella stagione 2003-04 nonostante la presenza in zona play-off per buona parte della prima frazione di campionato. Dopo un crollo di risultati, Lee viene esonerato ad aprile e la nomina di Paul Merson (stella del calcio inglese ed ex calciatore del Walsall) non inverte la rotta. Il Walsall retrocede grazie all’amara sconfitta 3-2 contro il Rotheram di fronte ad 11.049 tifosi al Bescot Stadium.
Nonostante la retrocessione ottenuta e la poca esperienza da allenatore, Merson viene confermato a maggio per la stagione successiva. Dopo aver rischiato la retrocessione dalla League One, la stagione 2005-06 è disastrosa per il Walsall e Merson. Dopo una serie di cattivi risultati, culminati con la sconfitta 5-0 a Brentford, Merson viene esonerato nel febbraio 2006. Era ormai troppo tardi e il 22 aprile 2006, dopo la sconfitta 3-1 contro l’Huddersfield Town, il Walsall scende in League Two.

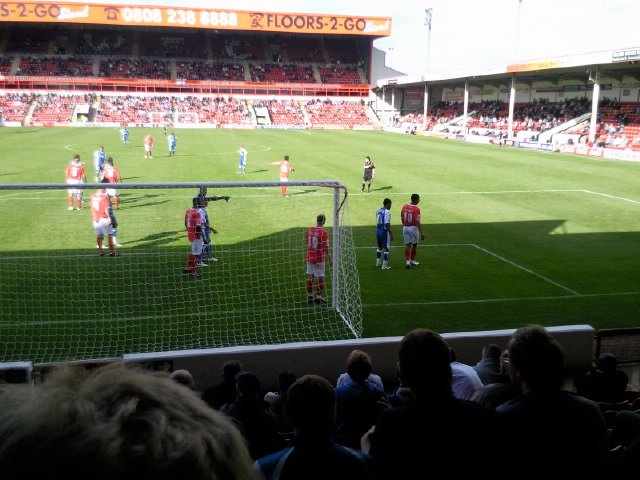
Un match fra Walsall (in rosso) e Gillingham al Bescot Stadium nel 2009

Richard Money, nuovo allenatore, prova a risistemare il club in quarta divisione. Dopo una partenza impressionante e un mini-blackout a febbraio, il Walsall rimane fra le prime tre per tutta la stagione ed è promossa in League One dopo aver battuto 2-1 il Notts County in trasferta. Nell’ultima giornata della stagione il Walsall pareggia 1-1 sul campo dello Swindon Town grazie a un gol all’ultimo minuto di Dean Keates: 3.419 tifosi avevano seguito la squadra e quel giorno festeggiarono il titolo di League Two.
La forma brillante della squadra continua nella nuova stagione e, nel 2007-08, la squadra ottiene una striscia di 17 partite consecutive senza perdere: la doppia promozione era possibile. Tuttavia, dopo le cessioni di Danny Fox e Scott Dann al Coventry City, la squadra ha un calo di forma nell’anno nuovo. La corsa per la promozione termina dopo una serie di risultati negativi a marzo e Richard Money dà le dimissioni.
Le seguenti sette stagioni vedono il Walsall rimanere stabile a metà classifica in League One, a parte qualche brivido. Nel 2010-11 il club rimane in zona rossa da ottobre a marzo ma riesce a salvarsi grazie alla nomina di Dean Smith come allenatore. La squadra è lontana dieci punti dalla salvezza e, dopo una buona striscia di risultati, si salva di un solo punto.
La stagione 2014-15 è memorabile per il club, che si qualifica a una finale a Wembley per la prima volta in 127 anni di storia. Il Walsall sconfigge Rochdale, Tranmere Rovers, Sheffield United e Preston North End prima di giocare la finale del Football League Trophy, nella quale viene sconfitto 2-0 dal Bristol City. I Saddlers furono accompagnati da più di 29.000 tifosi e a Wembley erano presenti più di 72.000 persone allo stadio.
Il Walsall comincia bene la stagione 2015-16 e Dean Smith comincia ad avere delle pretendenti. Alla fine di novembre, con i Saddlers quarti in classifica, lascia la squadra per accasarsi al Brentford. Al momento della sua partenza era il quarto allenatore da più tempo in carica in Inghilterra. Il Walsall lo rimpiazza con Sean O’Driscoll ma, dopo 6 partite senza vittorie e solo 16 alla guida della squadra, viene esonerato. Alla fine della stagione mancano la promozione di un solo punto e perdono la finale play-off contro il Barnsley.
Dopo la partenza di vari giocatori chiave della stagione precedente, il Walsall fatica per le successive tre stagioni in League One e, dopo una disastrosa esperienza da allenatore dell’ex giocatore della squadra Dean Keates, tornano in quarta divisione alla fine della stagione 2018-19. Dopo la retrocessione comincia una nuova era con Darrell Clarke come allenatore e il nuovo proprietario Leigh Pomlett, che rileva il club dopo 28 anni di presidenza per Jeff Bonser.

## Rivalità
Un sondaggio del 2013 rivela che i tifosi del Walsall considerano i vicini del Wolverhampton i loro più acerrimi rivali. Tuttavia, gli incontri fra le due squadre sono stati relativamente pochi, visto che i Wolves hanno passato la maggior parte della loro esistenza nelle prime due divisioni inglesi. Si sono giocate solo 16 partite tra Walsall e Wolves, la più recente nel 2014. Rari anche gli incontri con l’altro club professionistico della Black Country, il West Bromwich Albion: Saddlers e Baggies si sono affrontati solo 14 volte. Le squadre si sono scontrate molte volte, però, durante gli incontri regionali nel tempo della guerra.
Esistono rivalità più regolari e ugualmente sentite con Shrewsbury Town, Coventry City e Port Vale. I tre club sono i più geograficamente vicini ai Saddlers. Con Shrewsbury e Port Vale lo score è dalla parte del Walsall, con più incontri vinti che persi.

## Colori e simboli

### Colori
Il rosso e il bianco sono stati adottati a partire dalla stagione 1893-1894 su decisione della dirigenza del club, per differenziarsi dalle altre squadre della Black Country. Le due squadre da cui ha avuto origine il Walsall, infatti, non avevano divise con questi colori: il Walsall Town utilizzava perlopiù divise bianche e blu, ispirate alla squadra di cricket con lo stesso nome; i Walsall Swifts, invece, avevano maglie color granata (presumibilmente tinte dagli stessi giocatori, visto che all'epoca non c'era traccia di questo colore nel magazzino dell'unico produttore di maglie sportive della città).
Dopo la fusione, i neonati Walsall Town Swifts (più avanti Walsall F.C.) utilizzarono principalmente divise bianche e rosse, ma tra il 1920 e il 1949 scelsero di cambiare in favore del claret and blue (blu e granata), proprio dei rivali dell'Aston Villa: gli acerrimi nemici, infatti, erano soliti avere il primato cittadino e gli Swifts, per invertire la tendenza delle loro performance, cambiarono i colori emulando quelli dei Villans. Dalla stagione 1949-1950, però, il bianco e il rosso vennero utilizzati stabilmente e non cambiarono più. 
Le maglie di casa, da quel momento, sono state totalmente bianche o totalmente rosse. Dal 1977 al 1981 comparirono degli inserti verdi nelle divise, ma si tornò ben presto al biancorosso. A partire dagli anni '90 sono cominciati i motivi come le strisce e gli scacchi, rigorosamente bianchi e rossi. Per un periodo, dal 1992 al 2001, campeggiò anche il nero nel kit da gara del Walsall, ma dalla stagione 2001-2002 si tornò al tradizionale biancorosso. Dalla stagione 2020-2021 è tornato a comparire il verde come inserto nel colletto, nelle maniche e nei calzettoni.

### Simboli ufficiali
Il simbolo del club è un logo circolare rosso, bianco e nero sulla quale campeggia una rondine color oro. La rondine è comparsa nel simbolo ufficiale del club a partire dagli anni '70, a ricordare gli Swifts ("Rondini"), una delle due squadre che hanno dato origine al Walsall. Negli anni lo stemma ufficiale del club è cambiato molte volte a livello di stile, con inserti bianchi, rossi, verdi e dettagli celebrativi (nel 1998 e nel 2013, in occasione dei 100 e dei 125 anni), fino ad assumere l'attuale conformazione.

### Mascotte
La mascotte ufficiale del club è Swifty, una rondine in completa tenuta Walsall.

## Strutture

### Stadi

#### The Chuckery
Il primo stadio di casa del Walsall fu il complesso del The Chuckery. Era infatti un centro multi-funzione situato in un distretto vicino al Walsall Arboretum. Comprendeva 12 campi da calcio e 4 campi da cricket.

#### West Bromwich Road
Il campo di West Bromwich Road, che prende il nome dalla via in cui è situato, aveva una capienza di 4.500 spettatori. Il Walsall fu costretto a trasferirsi qui dal 1893 al 1896 perché i residenti vicino al The Chuckery erano soliti lamentarsi del rumore durante le partite. 

#### Fellows Park
Stadio di casa del Walsall per oltre un secolo dal 1896 al 1990, fino al trasferimento al Bescot Stadium. 

#### Bescot Stadium
Conosciuto anche come Banks's Stadium per motivi di sponsor, è attualmente lo stadio di casa del Walsall. Costruito tra il 1989 e il 1990 con un investimento di 4 milioni e mezzo di sterline, sostituì Fellows Park. Il campo fu inaugurato da Sir Stanley Matthews. Dopo l'insediamento di Leigh Pomlett come presidente, la nuova presidenza si è posta come obiettivo quello di acquistare il Bescot Stadium per renderlo interamente di proprietà del Walsall entro poche stagioni.

## Palmarès

### Competizioni nazionali
- Campionato inglese di quarta divisione: 2

1959-1960, 2006–2007

### Competizioni regionali
- Birmingham Senior Cup: 4

1880-1881, 1896-1897, 1897-1898, 1993-1994
- Staffordshire Senior Cup: 4

1922–1923, 1926–1927, 1928–1929, 1967–1968
- Walsall Senior Cup: 3

1888–1889, 2014–2015, 2016–2017

### Altri piazzamenti
- Coppa di Lega inglese:

Semifinalista: 1983-1984
- Third Division:

Secondo posto: 1960-1961, 1998-1999
Terzo posto: 1987-1988
Vittoria play-off: 2000-2001
- Third Division North:

Terzo posto: 1922-1923, 1947-1948
- Campionato inglese di quarta divisione:

Secondo posto: 1979-1980, 1994–1995
- Football League Trophy:

Finalista: 2014-2015
Semifinalista: 1997-1998, 1998-1999
- Birmingham Senior Cup:

Finalista: 1907–1908, 1999–2000, 2006–2007

## Organico

### Rosa 2024-2025
| N. |                        | Ruolo | Calciatore           |
| -- | ---------------------- | ----- | -------------------- |
| 1  | Inghilterra (bandiera) | P     | Owen Evans           |
| 2  | Inghilterra (bandiera) | D     | Hayden White         |
| 3  | Guyana (bandiera)      | D     | Liam Gordon          |
| 4  | Inghilterra (bandiera) | D     | Joss Labadie         |
| 5  | Montserrat (bandiera)  | D     | Donervon Daniels     |
| 6  | Camerun (bandiera)     | D     | Manny Monthe         |
| 7  | Inghilterra (bandiera) | C     | Joe Riley            |
| 8  | Irlanda (bandiera)     | D     | Liam Kinsella        |
| 9  | Irlanda (bandiera)     | A     | Conor Wilkinson      |
| 10 | Inghilterra (bandiera) | C     | Tom Knowles          |
| 11 | Inghilterra (bandiera) | A     | Andy Williams        |
| 12 | Inghilterra (bandiera) | P     | Jackson Smith        |
| 14 | Montserrat (bandiera)  | C     | Brandon Comley       |
| 15 | Inghilterra (bandiera) | A     | Douglas James-Taylor |

| N. |                        | Ruolo | Calciatore       |
| -- | ---------------------- | ----- | ---------------- |
| 16 | Inghilterra (bandiera) | C     | Jacob Maddox     |
| 17 | Inghilterra (bandiera) | C     | Jack Earing      |
| 18 | Irlanda (bandiera)     | D     | Oisin McEntee    |
| 19 | Giamaica (bandiera)    | A     | Jamille Matt     |
| 20 | Inghilterra (bandiera) | A     | Mathew Stevens   |
| 21 | Inghilterra (bandiera) | C     | Taylor Allen     |
| 22 | Inghilterra (bandiera) | A     | Jonas Mukuna     |
| 23 | Inghilterra (bandiera) | C     | Isaac Hutchinson |
| 24 | Galles (bandiera)      | D     | Joe Low          |
| 25 | Irlanda (bandiera)     | C     | Ronan Maher      |
| 31 | Inghilterra (bandiera) | C     | Robbie Willmott  |
| 37 | Ghana (bandiera)       | C     | Albert Adomah    |
| 42 | Inghilterra (bandiera) | C     | Yann Songo'o     |
|    | Inghilterra (bandiera) | C     | Shay Willock     |